# 喬治·泰錫夫
喬治·泰錫夫（1992年4月18日—）是一位保加利亞足球運動員。在場上的位置是後衛。他現在效力於保加利亞足球甲級聯賽球隊拉茲格勒盧多戈雷茨足球俱樂部。他也代表保加利亞國家足球隊參賽。